# Ingus autonóm terület

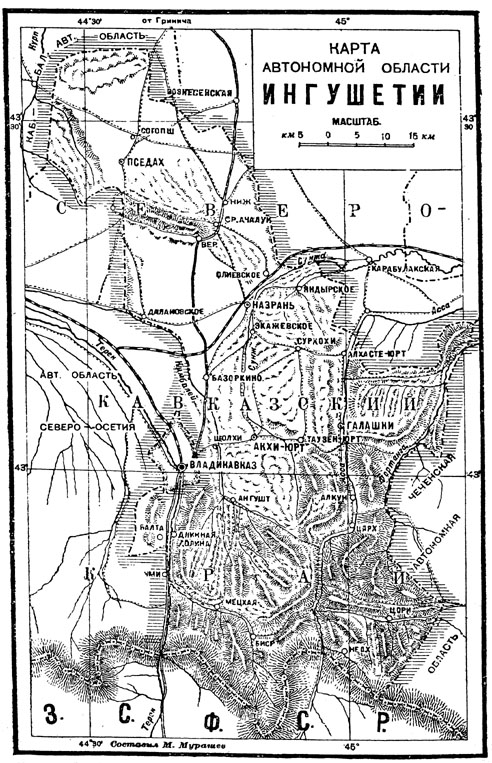
Az Ingus AT 1931-ben.

Az Ingus autonóm terület a Szovjetunió, azon belül az Oroszországi Szovjet Szövetségi Szocialista Köztársaság egyik autonóm területe volt 1922. november 7-e és 1934. január 15-e között.
A közigazgatási központja Vlagyikavkaz volt.

## Története
Az Ingus autonóm területet 1922. november 7-én hozták létre a Hegyvidéki ASZSZK ingus területéből. A terület kijelölt székhelye Vlagyikavkaz volt, ami ugyan ekkor nem volt szerves része az autonóm területnek, autonóm városi címmel rendelkezett.
1924. október 16-án az Ingus autonóm területet az Észak-kaukázusi régió igazgatása alá helyezték.
1934. január 15-én az Ingus autonóm terület összeolvadt a Csecsen autonóm területtel, létrehozva a Csecsen-Ingus autonóm területet.

## Közigazgatás[1]
Eredetileg a területet 3 járásra osztották: acsaluki, gorni és navranoszvszki járásra.
1926. március 8-án az acsaluki járást átnevezték Szedoszki járássá, valamint létrejött a városkörnyéki járás (Vlagyikavkaz környéke).
1931. október 1-től az alábbi járásokra oszlott az Ingus autonóm terület:
1. Galazinszki járás
2. Nazranyi járás
3. Városkörnyéki járás
4. Szedoszki járás

## Népesség
Az 1926-os szovjet népszámlálás szerint a terület teljes lakossága 75 133 fő volt.
Nemzetiségi összetétele a következő volt:
| Nemzetiség | Létszámuk | Arányuk |
| ---------- | --------- | ------- |
| Ingusok    | 69 930 fő | 93,1%   |
| Csecsenek  | 2572 fő   | 3,4%    |
| Oroszok    | 922 fő    | 1,2%    |
| Oszétok    | 317 fő    | 0,4%    |

## Fordítás
Ez a szócikk részben vagy egészben  a(z)   Ингушская автономная область című orosz Wikipédia-szócikk ezen változatának fordításán alapul.  Az eredeti cikk szerkesztőit annak laptörténete sorolja fel. Ez a jelzés csupán a megfogalmazás eredetét és a szerzői jogokat jelzi, nem szolgál a cikkben szereplő információk forrásmegjelöléseként.